# Raphael Robinson
Raphael Robinson   (National City, 2 de novembre de 1911 - Berkeley, 27 de gener de 1995) va ser un matemàtic estatunidenc.

## Vida i Obra
Robinson va estudiar a la universitat de Berkeley, en la qual es va doctorar el 1934 amb una tesi sobre anàlisi complexa. Després de dos anys de docent a temps parcial a la universitat de Brown, el 1937 va ser contractat per la universitat de Berkeley, en la qual va romandre fins a la seva jubilació anticipada el 1972. El 1939 va tenir com alumna Julia Bowman, amb qui es va casar dos anys més tard.
Els seus camps de treball van ser, principalment, la teoria de nombres, la lògica, i els fonaments de la matemàtica. També va treballar en la resolució de molts tipus de problemes matemàtics, com la tessel·lació, la computabilitat, la combinatòria i la programació d'ordinadors. En el camp dels fonaments de la matemàtica són d'especial rellevància les seves aportacions sobre funcions recursives primitives i sobre els problemes de decidibilitat i definibilitat.